# Carl Taube (politiker)
Carl Oscar Taube (i riksdagen kallad Taube i Stockholm), född den 22 november 1843 i Höreda församling i Jönköpings län, död den 12 september 1914 i Oscars församling i Stockholm, var en svensk greve, järnvägsman och riksdagsman.

## Biografi
Carl Taube började studera vid Krigsskolan 1858 och tog officersexamen 1863 och blev underlöjtnant vid Svea livgarde samma år. 1866 blev han löjtnant, 1874 kapten och tog avsked från regementet det året. 1893 blev han major och tog slutligen avsked från militären 1897. Sedan 1873 arbetade han för statens järnvägstrafik. Han var stationsskrivare 1873, stationsinspektor vid järnvägsstationen Bankeberg samma år och 1874 vid stationen Falköping Ranten. Han var trafikdirektörassessor 1875–1884, trafikdirektör i 5:e trafikdistriktet 1884–1897 och blev 1897 distriktschef för Statens järnvägars 1:a distrikt, ett ämbete han hade till 1906. Taube var dessutom ledamot av Stockholms stadsfullmäktige 1891 till 1911, och ledamot av drätselnämnden 1893–1904.

### Riksdagsman
I riksdagen var Taube ledamot av riksdagens första kammare 1899–1911, invald i Norrbottens läns valkrets. Partipolitiskt tillhörde han 1899 till 1904 första kammarens minoritetsparti, 1905 till 1909 Första kammarens protektionistiska parti samt 1910 till 1911 det förenade högerpartiet.

### Familj
Taube var son till greve Gustaf Erik Adam Taube och friherrinnan Hedvig Gustava Eleonora Ridderstolpe. Taube gifte sig 1873 med skådespelerskan Amanda Nerman (1841–1919). Paret fick inga barn. Makarna Taube är begravda på Norra begravningsplatsen utanför Stockholm.

## Utmärkelser
- Kommendör av första klassen av Vasaorden, 29 september 1906.[2][3]
- Riddare av första klassen av Svärdsorden, 1890.[4]
- Riddare av Nordstjärneorden, 1897.[5]
- Kommendör av Österrikiska Frans Josefsorden, senast 1908.[2]
- Kommendör av andra klassen av Sachsen-Weimarska Vita falkens orden, senast 1908.[2]
- Riddare av Danska Dannebrogorden, senast 1908.[2]
- Riddare av Portugisiska Obefläckade avlelsens orden, senast 1908.[2]
- Riddare av första klassen av Sachsiska Albrektsorden, senast 1908.[2]